# بيرني ساندرز
بيرنارد «برني» ساندرز (بالإنجليزية: Bernie Sanders) (ولد في 8 سبتمبر، 1941) هو سياسي أمريكي وسيناتور من فيرمونت، توجهه ديمقراطي اشتراكي وتقدمي، دخل في المنافسة لمرشح الرئيس في انتخابات الولايات المتحدة الرئاسية لعام 2016 وعام 2020 عن الحزب الديمقراطي، وحلّ ثانيًا في كل منهما، ليتم اختيار هيلاري كلينتون مرشحة للحزب عام 2016، التي خسرت بدورها أمام مرشح الحزب الجمهوري دونالد ترمب، وليتم اختيار جو بايدن مرشحًا للحزب عام 2020.
يعتبر ساندرز السيناتور المستقل الأطول خدمة في تاريخ مجلس الشيوخ الأمريكي، ووصف نفسه بأنه ديمقراطي اشتراكي، فهو يُفضل السياسات المشابهة للأحزاب الديمقراطية الاشتراكية في أوروبا خاصةً تلك التي تم تأسيسها في دول شمال اوروبا. التقى بالحزب الديمقراطي وكان يعدّ أكبر أعضاء الجماعة الأقلية في الحزب في لجنة ميزانية مجلس الشيوخ منذ يناير عام 2015.
ولد ساندرز في بروكلين في نيويورك وهو خريج جامعة شيكاغو، وقد كان عضواً في رابطة الاشتراكيين الشباب حين كان طالباً بالإضافة إلى نشاطه في حركة الحقوق المدنية كمنظّم للمعارضة في هيئة المساواة العنصرية وفي اللجنة التعاونية الطلابية لنبذ العنف، كما شارك في عام 1963 في مسيرة واشنطن للعمل والحرية.
بعد أن استقر في فيرمونت عام 1968، قاد حملات غير ناجحة لترشيحه كحاكم وسيناتور في منتصف السبعينات. وكسياسي مستقل عن الأحزاب السياسية تم انتخابه عام 1981 كمحافظ لمدينة برلينغتون وهي أكثر مدن فيرمونت كثافة سكانية، وأعيد انتخابه كمحافظ ثلاث مرات قبل أن يُنتخب ممثل لفيرمونت في الدائرة الانتخابية العامة في مجلس النواب الأمريكي عام 1990، وعمل عضواً لمجلس النواب لمدة 16 سنة ثم انتُخب لمجلس الشيوخ الأمريكي عام 2006، وتم إعادة انتخابه في 2012 بفارق كبير في الأصوات فقد حصل على ما يقارب 71% من الأصوات الشعبية.
اشتهر ساندرز كصوت متقدّم وقائد في قضايا مثل عدم المساواة في الدخل، والرعاية الصحية العالمية، وإجازات الرعاية الوالدية، وتغيّر المناخ، وحقوق المثليين في الولايات المتحدة الأمريكية، وإصلاح الحملات المالية السياسية لدعم المرشحين، وبرز محلياً بعد تعطيله عام 2010 طلب تمديد تخفيضات بوش الضريبية. ويعبّر ساندرز عن رأيه بصراحة في مجال الحقوق المدنية والحريات المدنية، وانتقد بالتحديد سياسات الرقابة العامة الأمريكية مثل قانون الوطنية، وأيضاً التفريق العنصري في نظام العدل الجنائي، ويعدّ من منتقدي السياسة الخارجية الأمريكية، وكان من أوائل المتحدثين والمعارضين للحرب في العراق.

## نشأته
وُلد ساندرز في 8 سبتمبر 1941، في بلدة بروكلين في مدينة نيويورك. وُلد أبوه، الياس بين يهوذا ساندرز (1904- 1962) في سلوبنيس، وهي مدينة في مملكة غاليسيا ولودوميريا التي كانت جزءًا من الإمبراطورية النمساوية المجرية آنذاك وهي الآن في بولندا. هاجر الياس ساندرز إلى الولايات المتحدة في 1921 وعمل بائع طلاء. وُلدت أم بيرني، دوروثي ساندرز (المولودة غلاسبيرغ) في مدينة نيويورك لوالدين يهوديين مهاجرين من رادزين بودلاسكي في شرق بولندا حاليًا، ولهم جذور روسية.
اهتم ساندرز بالسياسة في عمر مبكر. قال: «كسب شاب اسمه أدولف هتلر انتخابًا في عام 1932. كسب انتخابًا ومات 50 مليون شخصًا نتيجة لذلك الانتخاب في الحرب العالمية الثانية، بما فيهم ستة ملايين يهودي. لذا ما تعلمته في صغري أن السياسة، في الواقع، مهمة للغاية». في الأربعينيات، قُتل الكثير من أقاربه في بولندا المُحتلة ألماينًا في الهولوكوست.
عاش ساندرز في ميدوود، بركلين. ارتاد المدرسة الابتدائية في بّي. إس. 197، حيث فاز ببطولة البلدة مع فريق كرة السلة. كان يرتاد المدرسة العبرية في الظهيرة، واحتفل بالبار متسفا خاصته في 1954. قال أخوه الأكبر لاري إنه في طفولتهم، لم تفتقر العائلة إلى الطعام أو الملابس قط، لكن المشتريات الأساسية «مثل الستائر أو السجاد»، لم تكُن متاحة.
التحق ساندرز بثانوية جيمس ماديسون، حيث كان قائد فريق المضمار وحصل على المركز الثالث في سباق الميل الواحد الداخلي في مدينة نيويورك. في الثانوية، خسر أولى انتخاباته، حيث حصل على المركز الأخير بين ثلاث مرشحين لرئاسة الهيئة الطلابية بحملة ركزت على غوث أيتام الحرب الكورية. على الرغم من خسارته، فقد نشط في نشاطات جمع التبرعات من أجل الأيتام الكوريين في مدرسته، بما في ذلك تنظيم لعبة كرة سلة خيرية. ارتاد ساندرز الثانوية مع الخبير الاقتصادي والتر بلوك. بعد وقتٍ ليس بطويل من تخرجه في الثانوية، توفيت أمه في السادسة والأربعين من عمرها. توفي أبوه بعد عدة سنوات في عام 1962 في السابعة والخمسين من عمره.
درس ساندرز في كلية بروكلين في 1959 -1960 قبل انتقاله إلى جامعة شيكاغو وتخرجه فيها بدرجة بكالوريوس في العلوم السياسية في 1964. وصف نفسه بأنه طالب جامعي متوسط المستوى لأن الفصل كان «مملًا وفي غير مكانه»، في حين كان المجتمع أكثر أهمية لتعليمه.

## بداية عمله

### حملات اتحاد الحرية (1971-1979)
بدأ ساندرز عمله السياسي عام 1971 عضواً في حزب اتحاد الحرية، وترشح من قبل الاتحاد للمحافظة عام 1972وعام 1976، كما ترشح أيضاً كسيناتور عام 1972 وعام 1974، وفي سباقه للترشح عام 1974 خسر أمام باتريك ليهي وديك مالري، وفي عام 1979 استقل ساندرز عن الحزب.
عمل كاتباً ومخرجاً لدى مجتمع الشخصيات التاريخية الأمريكية، وانتج فيلماً وثائقياً مدته 30 دقيقة عن يوجين فيكتور دبس.

### محافظ برلينغتون (1981- 1989)
بعد فشله في الانتخاب كحاكم اُنْتُخِبَ كمحافظ لبرلينغتون عام 1981، وبدأ عمله في 6 أبريل عام 1981.
أراد ساندرز كمحافظ إصلاح ضفة بحيرة شامبلين في برلينغتون، وفي عام 1981 عارض خطط توني بومرليو الغير شعبية لتغيير أملاك الضفة الصناعية التي تمتلكها سكك حديد فيرمونت الوسطى، فهو لم يرغب بأن تتحول الضفة إلى مساكن باهضة الثمن وفنادق ومكاتب.
اتخذ ساندرز شعار «برلينغتون ليست للبيع»، وقام بدعم خطة تحويل المنطقة إلى إقليم يضم مساكن وحدائق ومساحات عامة، واليوم المنطقة تضم أميال من الشواطئ العامة وطرق مخصصة للدراجات بالإضافة إلى مرفأ والعديد من الحدائق ومركز للعلوم.
قامت إدارة ساندرز بموازنة ميزانية المدينة واستقطبت فريق بيسبول من لاعبي الدرجة الثانية «ذا فيرمونت ريدز»، كما قامت إدارة ساندرز بمقاضاة التلفاز المحلي ونجحت في تقليل الرسوم على عملائها. وغادر ساندرز منصبه كمحافظ في أبريل عام 1989، وفي نفس العام قام بتدريس العلوم السياسية لفترة قصيرة في جامعة هارفرد في كلية كنيدي الحكومية وفي كلية هاملتن عام 1991.
ساندرز كان ضد غزو العراق من قبل القوات الأميركية في كانون الأول/ديسمبر 2003، وهو من كان ينتقد سياسات الولايات المتحدة الخارجية وبشده على تدخلها بالحرب بالعراق وأيضاً كان من المطالبين يرفض تقييد الحقوق المدنية قانون باتريوت، فضلا عن تأثير المنظمات الحكومية والتجارية في صناعة وسائل الإعلام والاتصالات السلكية واللاسلكية. أثناء رئاسة باراك أوباما، أيد مشاريع الإصلاح الصحي مثل التأمين الصحي العام ("Obamacare") وعلاوة على ذلك، دعا إلى التأمين على كل المواطنين.
دعا ساندرز إلى إلغاء رسوم الدراسة في الكليات الأمريكية، وزيادة المعاشات التقاعدية والرعاية الأفضل للطفل. كما ينبغي أن تقرر المرأة بنفسها على إنهاء الحمل إي الإجهاض كسياسات البلدان الإسكندنافية في بعض النقاط على سبيل مثال. لتمويل هذه الأهداف السياسة العامة في الولايات المتحدة، فأنه يريد فرض ضريبة على الشركات والامبراطوريات، لا سيما أصحاب البلايين

## عضو في مجلس النواب الأمريكي (1991-2007)

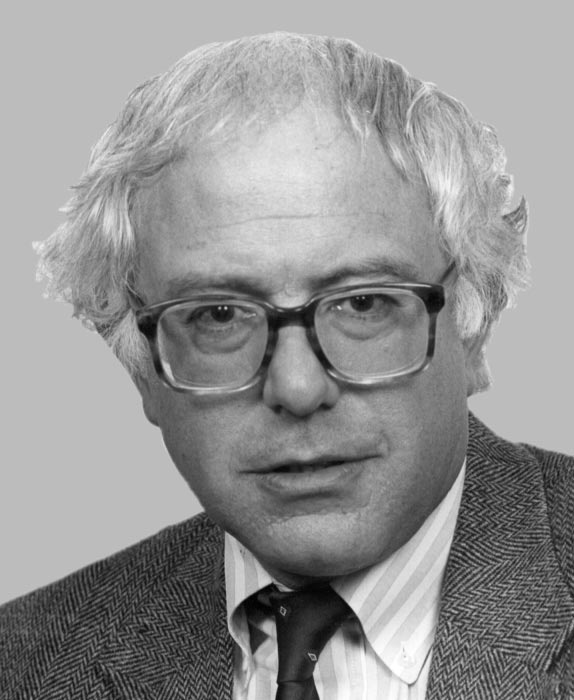
ساندرز عضواً في مجلس النواب عام 1991

في عام 1988، قرر عضو مجلس الكونغرس الأمريكي آنذاك الجمهوري جيم جيفردز ترشيح نفسه لمجلس الشيوخ الأمريكي مما جعل منصب ممثل فيرمونت في الدائرة الانتخابية العامة شاغراً.
ورشح ساندرز نفسه للمنصب كمستقل عن الأحزاب السياسة ولكنه خسر في الانتخابات، ورشح نفسه للمرة الثانية في 1990وهزم سميث في إعادة الانتخاب بنسبة 56%-40%. وبذلك أصبح ساندرز أول ممثل مستقل يتم انتخابه في مجلس النواب الأمريكي خلال 40 سنة، وحافظ ساندرز على نجاحه في إعادة انتخابه بفارق كبير في الأصوات.

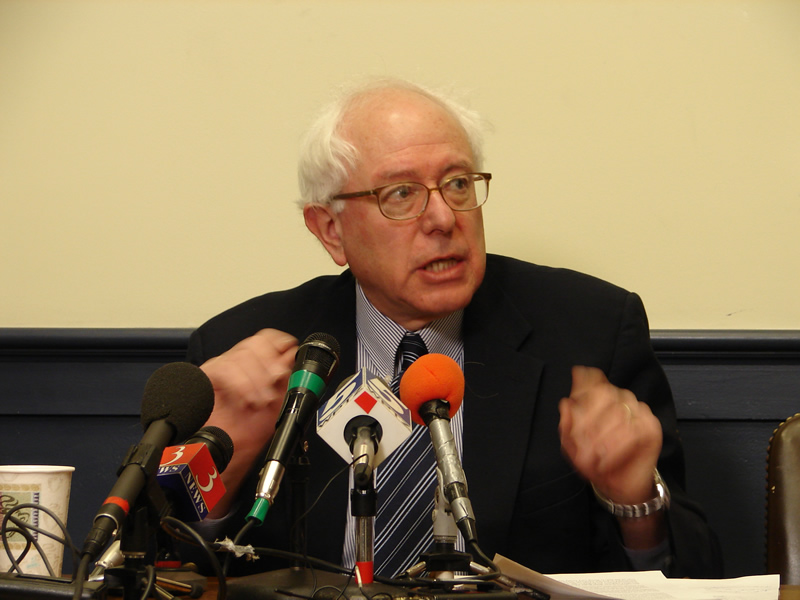
ساندرز بعد انتخابه كسيناتور عام 2006

وشارك في تأسيس كتلة الكونغرس التقدمية في الكونغرس عام 1991، وضمّت أغلبية المجموعة ديمقراطيين متحررين خلال الثمان سنوات الأولى، وصوّت ساندرز عام 1993 لصالح دعم جمعية السلاح المحلي لإيقاف الدعاوى المرفوعة ضد شركات الأسلحة وضد وثيقة برادي للوقاية من العنف في استخدام الأسلحة. وبعد استقالة الديمقراطي رون ديلمس في 1998، أصبح ساندرز عضو الكونغرس الوحيد الذي يصف نفسه كاشتراكي.
وصوّت ساندرز عام 1991و2002 ضد قرار الحرب على العراق، وكان معارضاً لغزو العراق عام 2003، وصوّت في 2001 لصالح السماح باستخدام القوة العسكرية ضد الإرهابيين والتي بدت كإجراءت عسكرية لأسباب جيدة منذ هجمات 11 سبتمبر.
وساندرز معارض لقانون الوطنية، وكعضو في الكونغرس قام بالتصويت ضد تشريع قانون الوطنية، وبعد التصويت لتشريع القانون بـ357موافقة ضد 66 في المجلس، قام ساندرز بالتصويت لصالح عدة إصلاحات ولوائح لعرقلة قانون الوطنية.

## عضو مجلس الشيوخ الأمريكي (2007- حتى الآن)

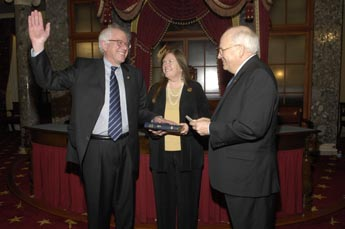
ساندرز يقسم أمام نائب الرئيس الأمريكي ديك تشيني 2007

تم انتخاب ساندرز لخلافة جيم جيفردز المتقاعد في مجلس الشيوخ الأمريكي في 2006، وفي 2012 تم إعادة انتخابه من قبل الأغلبية، ويعد ساندرز السيناتور المستقل الوحيد في مجلس الشيوخ الأمريكي معظم فترة خدمته.وفي استفتاء قامت به مؤسسة للاستفتاءات في الشؤون العامة في أغسطس 2011 كانت نسبة المؤيديين لساندرز 67% بينما المعارضين 28%، وهذا الاستفتاء جعله ثالث أشهر عضو في مجلس الشيوخ.

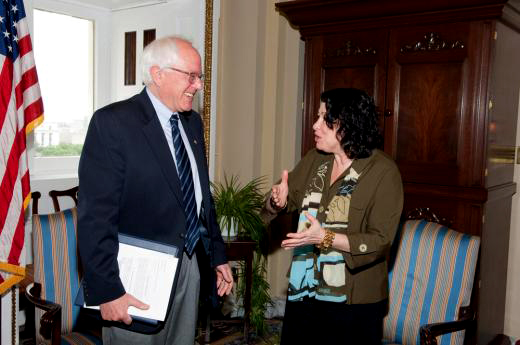
ساندرز مع المرشحة للمحكمة العليا سونيا سوتومايرفي 2009

يعتبر ساندرز كصوت قائد في قضايا مثل عدم المساواة في الدخل وتغيّر المناخ وإصلاح الحملات المالية السياسية لدعم المرشحين، وكان من المنتقدين البارزين لسياسات الرقابة العامة الأمريكية مثل قانون الوطنية.
ألقى ساندرز في العاشر من سبتمبر 2010 خطاباً لمدة 8 ساعات ونصف لمعارضة قانون تخفيض الضرائب وإعادة تأمين البطالة وإيجاد فرص العمل الذي صدر في 2010، وكردة فعل على هذا الخطاب وقّع العديد من الناس على عريضة معبّرين عن رغبتهم في ترشح ساندرز للانتخابات الرئاسية في 2012.
تم نشر خطاب ساندرز في فبراير 2011 من قبل نيشن بوكس بعنوان «الخطاب: عرقلة برلمانية تاريخية طمع الشركات وانحدار الطبقة الاجتماعية المتوسطة».
أصبح ساندرز في 2015 أكبر أعضاء الجماعة الأقلية في الحزب في لجنة ميزانية مجلس الشيوخ، وقدّم ساندرز أطروحات لرفع الحد الأدنى للرواتب وإيقاف انعدام المساواة في الدخل وزيادة مصروفات التأمينات الاجتماعية.
يعدّ ساندرز عضو مجلس الشيوخ كمستقل الأطول خدمة في مجلس الشيوخ في التاريخ الأمريكي.

## حملته الرئاسية 2016

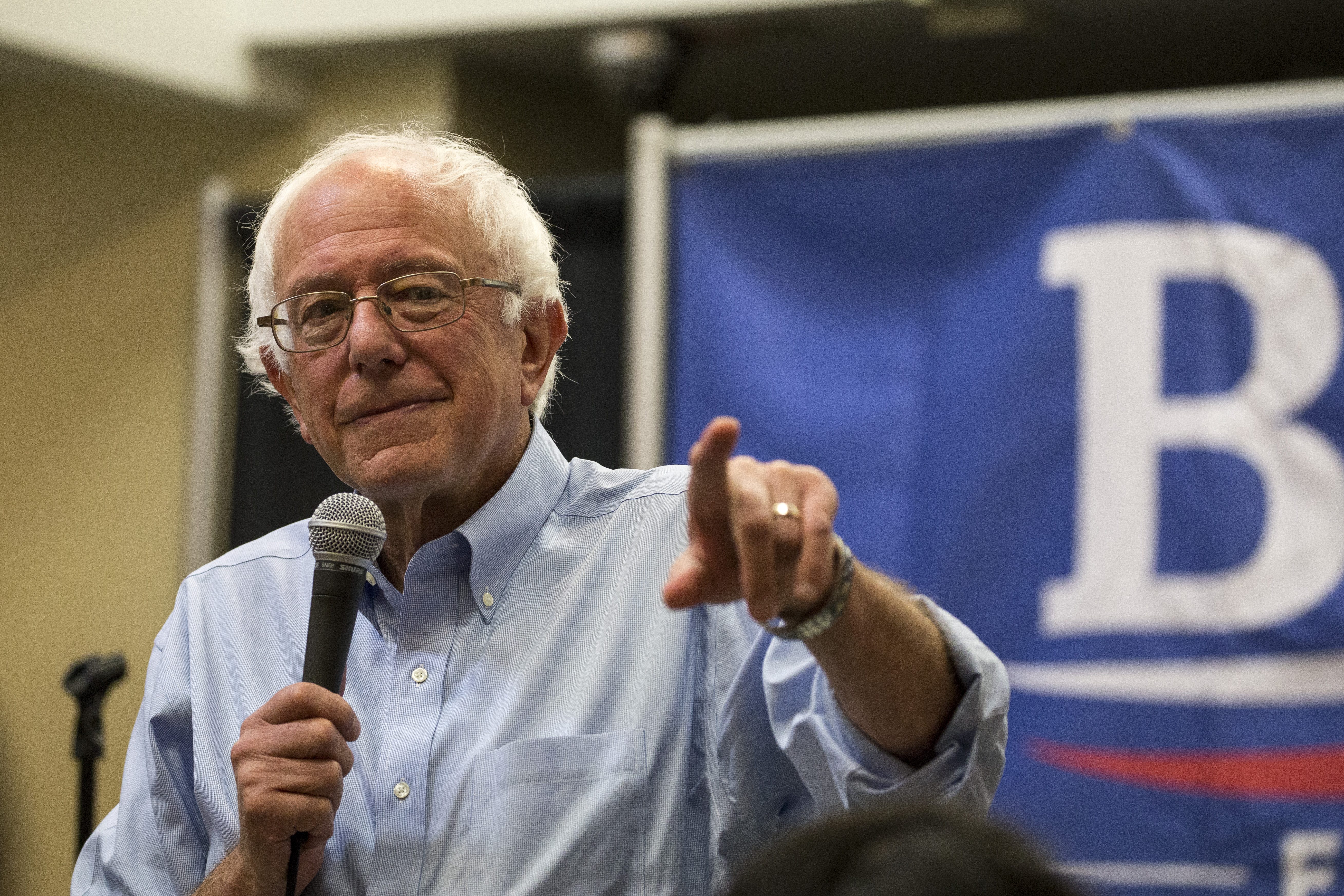
ساندرز في إحدى أنشطة حملته في ديس مونيس في أيوا (سبتمبر 2015)

صرّح ساندرز في لقاء مع مجلة ذا نيشن في 6 مارس 2014 «أنه مستعد للترشح للانتخابات الرئاسية الأمريكية» في 2016 ولكنه لم يعلن عن انطلاق حملته الانتخابية في حينها.
ونقل راديو فيرمونت الحكومي في 28 أبريل 2015 أن ساندرز سيعلن ترشحه ضمن الترشيحات الرئاسية للحزب الديمقراطي، وصدر الإعلان الرسمي في برلينغتون في 26 من مايو.
وقد استقطبت حملة ساندرز الانتخابية حشوداً غفيرة من مختلف أرجاء البلاد مما أثارد دهشة ساندرز وقال أنه كان «مذهول، مذهول، فقد كان عليّ أن أشق الطريق بين الحشود لأدخل الغرفة التي كان الجميع فيها واقفون بالذات في مينابولس كان شيئاً لا يصدق».
صرّحت ذا نيويورك تايمز في 25 يونيو 2015 أنه ربما يتفوق ساندرز في الانتخابات التمهيدية على هيلاري كلينتون، وفي استفتاء قامت به جريدة بوسطن هيرلد ونشر في 12 أغسطس ظهر تفوق ساندرز على هيلاري كلينتون بواقع 44% مقابل 37% بين المصوتين الديمقراطيين المبدئيين في نيوهامشير، وأظهر استفتاء آخر نُشر مؤخراً في 25 أغسطس 2015 تفوق ساندرز مرة أخرى على هيلاري كلينتون في نيوهامشير بواقع 42% مقابل 35% لكلينتون. وأظهر استفتاء في سبتمبر 2015 تقدّم ساندرز على كلينتون في أيوا بواقع 41% من الاصوات مقابل 40% لكيلنتون.

## حملته الرئاسية 2020
ساندرز مرشح لتمثيل الحزب الديمقراطي، وهو المرشح الأكثر حظا حتى تجاوزه جو بايدن بشكل غير متوقع في أوائل مارس 2020، حتى قام بتعليق حملته الانتخابية مفسحاً الطريق امام المرشح الوحيد المتبقي للحزب الديمقراطي (جو بايدن).

### مناصب سياسية
يصف ساندرز نفسه بأنه «اشتراكي ديمقراطي»، وهو تقدمي معجب بنموذج الشمال الأوروبي في الديمقراطية الاشتراكية وكان مؤيدًا لديمقراطية أماكن العمل. يدافع عن الرعاية الصحية الشاملة والرعاية الصحية أحادية الدافع وإجازة الأبوة المدفوعة وأيضًا التعليم الثالثي المجاني. ويؤيد خفض تكاليف الأدوية عن طريق إصلاح قوانين براءة الاختراع بهدف السماح ببيع إصدارات عامة أرخص في الولايات المتحدة. وأيد قانون الرعاية الصحية الأمريكي، بالرغم من قوله إنه لم يذهب بعيدًا بما فيه الكفاية. في نوفمبر من عام 2015، ألقى ساندرز خطابًا في جامعة جورج تاون تمحور حول آرائه عن الاشتراكية الديمقراطية، بما في ذلك مكانها في سياسات الرئيسين فرانكلين دي. روزفلت وليندون بي. جونسون. عند تعريفه ماذا تعني الاشتراكية الديمقراطية بالنسبة إليه، قال ساندرز: «لا أعتقد أنه ينبغي على الحكومة الاستيلاء على محل البقالة في الشارع أو امتلاك وسائل الإنتاج، إلا أني أعتقد فعلًا أن الطبقة الوسطى والعائلات العاملة التي تنتج ثروة أمريكا تستحق مستوى معيشيًا لائقًا وأن دخلها ينبغي أن يرتفع لا أن ينخفض. أؤمن بالشركات الخاصة التي تزدهر وتستثمر وتنمو في أمريكا، بالشركات التي تخلق الوظائف هنا، بدلًا من الشركات التي تغلق أبوابها في أمريكا وتزيد أرباحها من خلال استغلال العمالة منخفضة الاجر في الخارج».
بناءًا على مناصبه وأصواته طوال مسيرته المهنية، يعتبر العديد من المعلقين أن برنامجه يستند إلى المزايا الاجتماعية الممولة من الضرائب وليس إلى الملكية الاجتماعية لوسائل الإنتاج. وصف البعض فلسفة ساندرز السياسية على أنها «رأسمالية الرفاهية» أو «ديمقراطية اجتماعية» وليست اشتراكية ديمقراطية تعرَّف على أنها «محاولة لخلق مجتمع اشتراكي خال من الملكية». قال بعض أعضاء مختلف الأحزاب والمنظمات الاشتراكية الأمريكية إن ساندرز مصلح للرأسمالية وليس اشتراكيًا. يميز آخرون بين الاشتراكية والديمقراطية الاجتماعية والاشتراكية الديمقراطية، ويصفون فلسفته بأنها امتداد للبرامج الليبرالية الحالية في الولايات المتحدة مثل التأمين التعاوني وميديكير، وأنها أكثر اتساقًا مع الديمقراطية الاجتماعية الموجودة في معظم أوروبا، وعلى وجه التحديد في دول الشمال. كان نعوم تشومسكي وتوماس فرانك قد وصفا ساندرز بأنه «صفقة جديدة». يشير مراقبون آخرون، مثل لين كينورثي وباسكار سونكارا، إلى أن وجهات نظره ترتبط بصورة وثيقة بوجهات نظر الديمقراطيين الاجتماعيين.

### التغير المناخي
ينظر ساندرز إلى ظاهرة الاحتباس الحراري على أنها مشكلة خطيرة، ويؤيد اتخاذ إجراءات جريئة لإبطال آثاره. ويدعو إلى استثمارات كبيرة في البنية التحتية، محددًا كفاءة الطاقة والاستدامة وخلق فرص العمل كأهداف بارزة. يعتبر ساندرز تغير المناخ أكبر تهديد للأمن القومي. وصرح أن تنظيم الأسرة يمكن أن يساهم في محاربة تغير المناخ. وعارض إنشاء خط أنابيب الوصول إلى داكوتا على أساس أنه، مثل خط أنابيب كيستون، «سيتسبب بتأثير كبير على مناخنا». في عام 2019، أعلن ساندرز دعمه لتشريع الصفقة الجديدة الخضراء، وانضم إلى عضوي مجلس النواب أليكساندريا أوكاسيو كورتيز وإيرل بلوميناوير في اقتراح تشريع يعلن أن تغير المناخ حالة طوارئ وطنية ودولية.

### شؤون اقتصادية
يركز ساندرز على شؤون اقتصادية مثل الدخل وتفاوت الثروة في الولايات المتحدة والفقر ورفع الحد الأدنى للأجور والرعاية الصحية الشاملة وإلغاء الديون الطلابية وإعفاء الكليات والجامعات العامة من الرسوم عن طريق فرض ضرائب على المعاملات المالية وتوسيع فوائد التأمين التعاوني من خلال إلغاء الحد الأقصى لضريبة الرواتب على جميع المداخيل التي تزيد عن 250 ألف دولار. كان ساندرز قد أصبح مؤيدًا بارزًا للقوانين التي تطالب الشركات بمنح عامليها إجازة أبوية وإجازة مرضية ووقت إجازة، مشيرًا إلى تبني قوانين من هذا النوع من قبل جميع البلدان المتقدمة الأخرى تقريبًا. ويدعم أيضًا التشريعات التي من شأنها أن تسهل على العمال الانضمام إلى نقابة عمالية أو تشكيلها. اتخذ ساندرز موقفًا ضد برنامج إغاثة الأصول المتعثرة ودعا إلى إصلاحات مالية شاملة، مثل تفكيك المؤسسات المالية «الأكبر من أن تفشل» واستعادة تشريع غلاس-ستيجال وإصلاح بنك الاحتياطي الفيدرالي والسماح للخدمة البريدية في الولايات المتحدة بتقديم الخدمات المالية الأساسية في المجتمعات المهمشة اقتصاديًا.
إيمانًا بأنه ثمة حاجة إلى مزيد من التركيز على حقوق العمال والمخاوف البيئية عند التفاوض على اتفاقيات التجارة الدولية، صوّت ساندرز ضد نافتا وكافتا وبي إن تي آر مع الصين التي لطالما عارضها. ووصفها بأنها «كارثة للعامل الأمريكي»، قائلًا أنها أدت إلى انتقال شركات أمريكية إلى الخارج. وعارض أيضًا الشراكة العابرة للمحيط الهادئ التي قال أنها «كُتبت من قبل شركة كوربوريت أمريكا وصناعة الأدوية وول ستريت». في 1 مايو 2019، غرّد ساندرز على موقع تويتر: «منذ صفقة التجارة مع الصين التي صوّت ضدها، خسرت أمريكا ما يزيد عن ثلاثة ملايين وظيفة صناعية. من الخطأ أن نتظاهر بأن الصين ليست من أكبر منافسينا الاقتصاديين».

### العلاقات الخارجية
في السياسة الخارجية، يدعم ساندرز خفض الإنفاق العسكري مع السعي لمزيد من الدبلوماسية وتعددية الأطراف. وعارض تمويل متمردي نيكاراغوا، الذين عُرفوا بالكونتراس، في الحرب السرية لوكالة الاستخبارات المركزية ضد حكومة نيكاراغوا اليسارية. عارض ساندرز أيضًا الغزو الأمريكي للعراق وانتقد عددًا من السياسات التي وُضعت خلال الحرب على الإرهاب، لا سيما سياسة المراقبة الجماعية في الولايات المتحدة وقانون باتريوت. وانتقد الأعمال العدوانية الإسرائيلية خلال حرب غزة عام 2014 وتورط الولايات المتحدة في التدخل العسكري في اليمن الذي قادته السعودية. في 15 نوفمبر 2015، ردًا على هجمات باريس التي دبرتها الدولة الإسلامية في العراق والشام، حذّر ساندرز من الإسلاموفوبيا وقال، «علينا أن نكون صارمين، لا أغبياء» في الحرب ضد الدولة الإسلامية، مضيفًا إنه ينبغي على الولايات المتحدة الاستمرار بالترحيب باللاجئين السوريين. انتقد اغتيال الجنرال الإيراني قاسم سليماني في يناير من عام 2020، واصفًا العملية بتصعيد خطير للتوترات من المحتمل أن يفضي إلى حرب باهظة الثمن.
يدعم ساندرز حقوق الفلسطينيين وانتقد إسرائيل في عدة مناسبات. في عام 2020، وصف أيباك بأنها منصة للتعصب الأعمى وقال أنه لن يحضر مؤتمرها. أدان ساندرز قرار ترامب الاعتراف بالقدس عاصمة لإسرائيل قائلًا «أنه من ِشأن القرار أن يقوض إلى حد كبير آفاق اتفاق سلام إسرائيلي فلسطيني، وأنه سيلحق ضررًا شديدًا، ربما يتعذر إصلاحه، بقدرة الولايات المتحدة على التوسط في ذلك السلام».
في خطاب ألقاه في جامعة ويستمنستر في سبتمبر من عام 2017، وضع ساندرز خطة للسياسة الخارجية لزيادة التعاون الدولي، والالتزام بالاتفاقيات الدولية التي تقودها الولايات المتحدة مثل اتفاقية باريس للمناخ واتفاق لوزان النووي وتعزيز حقوق الإنسان والقيم الديمقراطية. وشدد على العواقب المرتبطة بعدم المساواة الاقتصادية العالمية وتغير المناخ وحث على كبح استخدام القوة العسكرية الأمريكية، قائلًا إنها «يجب أن تكون الملاذ الأخير دومًا». وانتقد أيضًا دعم الولايات المتحدة ل«الأنظمة المجرمة» خلال الحرب الباردة، كالنظام الإيراني والنظام التشيلي ونظام السلفادور، وقال إن هذه الإجراءات تستمر في جعل الولايات المتحدة أقل أمانًا. وتحدث أيضًا بشكل نقدي عن التدخل الروسي في الانتخابات الأمريكية لعام 2016 والطريقة التي تعامل بها الرئيس ترامب مع الأزمة. لا يعتبر ساندرز تركيا حليفًا للولايات المتحدة، وأدان الهجوم العسكري التركي على القوات الكردية المتحالفة مع الولايات المتحدة في شمالي شرق سوريا.

## حياته الشخصية
تزوّج ساندرز من ديبورا شيلينق عام 1964، وانفصلا بعد سنتين عام 1966، وهو متزوج من زوجته الثانية جين أوميرا دريسكول منذ 1988، ولديه ابن خارج زواجيه وثلاثة أبناء لزوجته دريسكول، ويقيمون في برلينغتون، وأخوه لاري ساندرز كان مستشاراً للمحافظة تابعاً للحزب الأخضر في أكسفورد الشرقية حتى تقاعده عام 2013.
يعتبر ساندرز نفسه يهودياُ نظراً لخلفيته الثقافية ولكنه يُصرّح أنه شخص غير مُتدين، وهو مُعجب بالبابا فرنسيس ويشعر بأنه «قريب جداً من تعاليم البابا فرنسيس» والتي يعتبرها «ذكية جداً وشُجاعة».

## آرائه السياسية

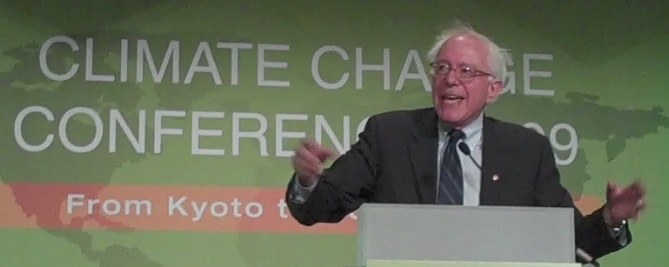
ساندرز في مؤتمر حول تغيّر المناخ، 2009

ساندرز ديمقراطي اشتراكي، وهو يدعم النموذج السياسي لدول شمال أوروبا الذي يوصف بالديمقراطية الاجتماعية، فهو يرى الديمقراطية في العمل فكرة جيدة، ويركّز ساندرزعلى المشاكل الاقتصادية كالدخل وزيادة الضرائب على الأغنياء وزيادة الحد الأدنى للرواتب، والرعاية الصحية العالمية، وتقليل ديون طلاب الجامعات بالإضافة إلى العمل على جعل الدراسة في الجامعات والكليات الحكومية مجانية، وزيادة فوائد التأمينات الاجتماعية.
يدعم ساندرز قوانين إجازات الرعاية الوالدية والإجازات المرضية وإجازات العطلات، وهو يدعم أيضاً القوانين التي تسهل للعاملين الانضمام أو تأسيس اتحادات. ويعتقد ساندرز أن ظاهرة زيادة درجات الحرارة عالمياً هي واقعية ويرغب في العمل على الحدّ منها. ويعارض ساندرز اتفاق الشراكة الاقتصادية الإستراتيجية عبر المحيط الهادئ، وهو أيضاً معارض غزو الولايات المتحدة للعراق. ويعتقد أن الحكومة يجب أن لا تتجسس على الأمريكيين، وهو ضد قانون الوطنية منذ بدايته.
ساندرز ليبرالي في آراءه الاجتماعية مثل دعم زواج المثليين ومنح الإقامة للمهاجرين الغير شرعيين ويدعم أيضاً قضية الإجهاض.

## روابط خارجية
- بيرني ساندرز على موقع IMDb (الإنجليزية)
- بيرني ساندرز على موقع ميتاكريتيك (الإنجليزية)
- بيرني ساندرز على موقع الموسوعة البريطانية (الإنجليزية)
- بيرني ساندرز على موقع روتن توميتوز (الإنجليزية)
- بيرني ساندرز على موقع مونزينجر (الألمانية)
- بيرني ساندرز على موقع ميوزك برينز (الإنجليزية)
- بيرني ساندرز على موقع رولينغ ستون (الإنجليزية)
- بيرني ساندرز على موقع أول موفي (الإنجليزية)
- بيرني ساندرز على موقع إن إن دي بي (الإنجليزية)
- بيرني ساندرز على موقع أول ميوزيك (الإنجليزية)